# 广州市知用学校
广州市知用学校位于中国广州市越秀区百灵路83号，创立于1924年，为广东省一级学校，共有教职工167人。

## 校史
广州市知用中学的前身是创立于1924年的“知用中学”，私立知用中学由广州知用学社创办，是民主进步人士以“学以致用”，推进中国的教育事业，拯救中国的理想在广州创办的第一所私立学校。
1928年，知用中学向国民政府广东省教育厅呈交立案，改名为“私立知用中学”，校址在纸行路90号和诗书路两个校舍。
1931年，知用中学在仓前街（今百灵路83号校址）自购校地，建成迁入新校舍。
1938年，广州遭到日机轰炸，知用中学开办南海里水（今佛山市里水镇一带）分教处和顺德大良（今佛山顺德市大良镇一带）分教处。
1939年，广州、南海、顺德陆续沦陷，知用中学迁入澳门青洲继续办学。
1942年，知用中学迁至粤北韶关，校址在韶关乳源县侯公渡。
1943年，知用中学继续往北迁，迁至于湖南省郴县良田（今湖南省郴州市苏仙区良田镇）。
1944年至1945年8月，知用中学迁校于湖南省郴县黄茅大山、郴县田池洞（今郴州市北湖区永春乡田池洞村）、郴县临武牛头汾（今郴州市临武县）。
1945年9月，抗战胜利，知用中学迁回广州百灵路原址办学。
1956年，学校更名为“广州市第二十八中学”。
1969年，知用中学开办农村分校，校址花县狮岭前进大队盘古岭（广州市花都区狮岭镇）。
1981年，广州市第六十九中学并入28中学，继续沿用“二十八中”校名。
1983年，复名为“广州市知用中学”。
2006年，广州市第九十九中学并入知用中学，原九十九中校舍成为知用中学的初中部（西校区）。
2010年，原九十九中学校区移交给朝天小学，广州市第三中学原广州市三十四中学校区移交给知用中学。
2019年，越秀区教育局宣布知用中学高中部停止办学，原初中部解放中路校区移交给回民小学，原高中部百灵路校区则改作初中部。
2021年4月,教育局决定知用中学与净慧体校(即原净慧小学，2004年9月由广州市越秀区净慧路第一小学、广州市越秀区净慧路第二小学、廣州市越秀區光孝路小學合并而成，2009年9月再与廣州市越秀区少兒體校合并成净慧体校)组建成九年一贯制的知用学校。

## 校训
知用中学校训是“格物求知，穷理致用”，其出自于《礼记·大学》，意为：“推究事物的原理以探求知识，穷尽事理以达到实用”。校名“知用”二字即从当中撷取。